# Yesteryear
"Yesteryear" és el segon episodi de la primera temporada de la sèrie de televisió animada de ciència-ficció estatunidenca Star Trek. Es va emetre per primera vegada a la programació de l'NBC dissabte al matí el 15 de setembre de 1973, i va ser escrit pel veterà escriptor de Star Trek D. C. Fontana. Àmpliament considerat com un dels millors episodis de la sèrie, va ser nominada a un Premi Daytime Emmy. "Yesteryear" va tenir com a estrella convidada Mark Lenard en el paper del pare de Spock, Sarek.
En aquest episodi, el primer oficial de l' Enterprise Spock ha de viatjar en el temps fins a la seva infància i evitar que el seu jo més jove mori i sigui reemplaçat per un andorià al seu vaixell.

## Argument
El capità Kirk i Spock tornen d'un projecte de recerca en el temps que han estat realitzant amb l'ús dels historiadors Guardià del futur i Flota Estel·lar. Quan surten del portal, ningú a bord de la nau estel·lar de la Federació Enterprise reconeix a Spock. El primer oficial del vaixell és, en canvi, un andorià, el comandant Thelin.
En la nova línia de temps, la història ha registrat que Spock va morir als set anys sotmès a la prova de Kahs-wan a Vulcà. Tanmateix, Spock recorda que quan va fer el Kahs-wan, la seva vida va ser salvada per Selek -un parent adult- quan una criatura del desert amb urpes verinoses anomenada le-matya els va atacar. Kirk planteja la hipòtesi que Selek era en realitat un Spock que viatjava en el temps. Mentre Kirk i Spock estaven al portal, el Guardià i els historiadors van fer una exploració de la història recent de Vulcà. La parella s'adona que mentre observaven el naixement d'Orió en aquell moment, Spock no podria haver estat en dos llocs alhora per salvar-se de petit. Spock ha de passar per la porta del temps i salvar la vida del nen que era. Thelin dóna suport als esforços de Spock malgrat les seves conseqüències en la seva pròpia existència.
Spock assumeix la identitat de Selek, un cosí llunyà de Sarek, i és benvingut a la casa de Sarek i Amanda Grayson. "Selek" viatja al desert per trobar el seu jo més jove i salva el nen. Tanmateix, I Chaya, la mascota de Spock, està greument ferida. El més jove Spock corre a buscar un sanador. El Sanador atén a I Chaya i informa a Selek i Spock que és massa tard per a un antídot; només pot allargar la vida d'I Chaya, durant la qual patirà dolor pel verí, o sacrificar-lo. El jove Spock tria aquest últim. En fer aquesta elecció, Spock ha escollit així la forma de vida vulcaniana -lògica i control emocional- i el seu jo gran, amb èxit a l'hora de reparar la història, torna a l'actualitat restaurada, però no abans d'ensenyar al seu jo més jove a realitzar el pessic vulcanià per tal de fer front a alguns assetjadors escolars.

## Producció
La cadena, NBC, va expressar la seva preocupació per la representació de l'episodi d'una mascota sent eutanasiada. No obstant això, el creador de Star Trek Gene Roddenberry va aprovar la gestió del tema per part de l'escriptora D. C. Fontana, i com que NBC havia donat a Roddenberry el control creatiu total de la sèrie, no van tenir més remei que emetre l'episodi tal com era. El coproductor de La sèrie animada Lou Scheimer va dir més tard que "Yesteryear" era "probablement el meu episodi preferit. Envia un missatge als nens perquè siguin positius davant la mort".

## Emissió
Les cadenes de la zona de Los Angeles van emetre aquest episodi com a estrena de la sèrie, en lloc de "Beyond the Farthest Star", per evitar violar la regla d'igualtat de temps de la FCC, perquè un dels actors de veu de "Beyond the Farthest Star", George Takei, es presentava com a càrrec públic en aquell moment.